# Orinocosa pulchra
Orinocosa pulchra là một loài nhện trong họ Lycosidae.
Loài này thuộc chi Orinocosa. Orinocosa pulchra được Lodovico di Caporiacco miêu tả năm 1947.